# Langenwang
Langenwang är en ort och kommun  i Österrike. Den ligger i distriktet Bruck-Mürzzuschlag i förbundslandet Steiermark.
Kommunen består av åtta orter (Ortschaften) (inom parentes invånarantal 1 januari 2024):

- Feistritzberg (111)
- Hönigsberg (134)
- Langenwang (3 178)
- Langenwang-Schwöbing (220)
- Lechen (67)
- Mitterberg (114)
- Pretul (72)
- Traibach (5)